# جاكلين نونان
جاكلين نونان (بالإنجليزية: Jacqueline Noonan)‏ هي طبيبة أمريكية، ولدت في 28 أكتوبر 1921 في برلينغتون في الولايات المتحدة.